# Dywidenda
Dywidenda (łac. dividendum „rzecz do podziału”) – aktywa (najczęściej pieniądze) wypłacane właścicielom (wspólnikom lub akcjonariuszom w zależności od formy prowadzenia spółki kapitałowej) jako wynagrodzenie za udzielenie kapitału.

## Wypłata dywidendy
Propozycja wypłaty dywidendy przez osoby zarządzające przedsiębiorstwami podlega zatwierdzeniu przez ich właścicieli. W Polsce o wysokości dywidendy i terminie jej wypłaty decyduje walne zgromadzenie w przypadku spółki akcyjnej lub zgromadzenie wspólników w przypadku spółki z ograniczoną odpowiedzialnością. Warunkami wypłaty dywidendy w spółkach kapitałowych są:
- zakończenie roku obrotowego (KSH dopuszcza jednak wypłaty akcjonariuszom lub udziałowcom zaliczek na poczet przewidywanej dywidendy[3]),
- sporządzenie sprawozdania finansowego, a w jednostkach zobowiązanych do badania sprawozdania również jego zbadanie przez biegłego rewidenta, przy czym opinia biegłego rewidenta musi być co najmniej „bez zastrzeżeń” lub „z zastrzeżeniami”,
- zatwierdzenie sprawozdania finansowego przez walne zgromadzenie (lub zgromadzenie wspólników),
- podjęcie decyzji o podziale zysku i wypłacie dywidendy.

Kwota wypłacanej dywidendy nie może w Polsce przekroczyć wysokości zysku netto ostatniego roku obrotowego oraz sumy niepodzielonych zysków z lat poprzednich, a także z kapitału zapasowego lub kapitałów rezerwowych (pod warunkiem, że powstały one z zysku spółki). Ograniczenie to ma na celu ochronę praw kredytodawców spółki, tak by w przypadku kłopotów spółki utrudnić właścicielom wyprowadzenie aktywów ze spółki. Limit wyznaczany przez zysk prowadzi często do mylnego stwierdzenia, że „dywidenda jest wypłacana z zysku”.
W spółkach publicznych (giełdowych) zmniejszanie lub niewypłacenie dywidendy zwykle wiąże się ze spadkiem cen ich akcji. W przypadku tej kategorii spółek cena rynkowa akcji jest obniżana o wartość wypłacanej dywidendy (tzw. odcięcie dywidendy) przypadającej na jedną akcję w dniu, w którym następuje przydzielenie praw do dywidendy.
Ze względu na przepisy podatkowe korzystniejszą niż wypłata dywidendy formą podzielenia się przez spółkę z właścicielami wypracowanymi zyskami może być nabycie akcji własnych.

## Formy wypłaty dywidendy
Dywidenda może zostać wypłacona w następujących formach:
- środki pieniężne,
- inne aktywa, które podmiot posiada.
- w formie akcji/udziałów spółki lub podniesienia wartości nominalnej akcji/udziałów.

Ta ostatnia forma ma jedynie skutki podatkowe i nie wpływa w realny sposób na spółkę i jej akcjonariuszy.

## Ukryta dywidenda
Nowelizacja ustawy z dnia 29 października 2021 r. w art. 16 ust. 1 pkt 15b ustawy o podatku dochodowym od osób prawnych wskazuje, że do kosztów uzyskania przychodów nie można zaliczać kosztów poniesionych przez podatnika będącego spółką w związku ze świadczeniem wykonywanym przez podmiot powiązany bezpośrednio, lub pośrednio z podatnikiem, lub ze wspólnikiem (akcjonariuszem) podatnika, jeżeli poniesienie tego kosztu stanowiło będzie tzw. ukrytą dywidendę.
Według art. 16 ust. 1d ustawy o podatku dochodowym od osób prawnych ukrytą dywidendę stanowią koszty spółki będącej podatnikiem, jeżeli:
1. ich wysokość lub termin poniesienia w jakikolwiek sposób są uzależnione od osiągnięcia zysku przez podatnika, lub wysokości tego zysku, lub
2. racjonalnie działający podatnik nie poniósłby takich kosztów lub mógłby ponieść niższe koszty w przypadku wykonania porównywalnego świadczenia przez podmiot niepowiązany w rozumieniu art. 11a ust. 1 pkt 3 z podatnikiem, przy czym przy określaniu wysokości tych kosztów przepisy art. 11c i art. 11d stosuje się odpowiednio, lub
3. koszty te obejmują wynagrodzenie za prawo do korzystania z aktywów, które stanowiły własność lub współwłasność wspólnika (akcjonariusza) lub podmiotu powiązanego ze wspólnikiem (akcjonariuszem) przed utworzeniem podatnika.

Powiązanie podmiotów w rozumieniu ustawy nie dotyczy jedynie powiązania kapitałowego, ustawa wskazuje cztery kryteria powiązania podmiotów:
1. znaczący wpływ – jeden podmiot wywiera znaczący wpływ na co najmniej jeden inny podmiot;
2. podmioty, na które wywiera znaczący wpływ ten sam podmiot, lub członek rodziny do drugiego stopnia wywiera znaczący wpływ;
3. spółka niemająca osobowości prawnej i jej wspólnik;
4. podatnik i jego zagraniczny zakład.